# Elected Coloured Council of South West Africa
Die Elected Coloured Council of South West Africa (CCSWA) war ab 1966 die Volksvertretung der farbigen Einwohner  im Mandats- bzw. Treuhandgebiet Südwestafrika. Dieser stand dem South West African Legislative Assembly (1926–1989), der Vertretung der Weißen, gegenüber. Für die Schwarzen Bewohner des Gebietes gab es keine Volksvertretung.
Gesetzliche Grundlage war die Establishment of an Elected Coloured Council for South West Africa Ordinance aus dem Jahr 1966. Demnach waren Farbige als solche Einwohner definiert, die nicht Weiße sind, zur indigenen Bevölkerung zählen oder den Rehoboth Baster angehören und klar als Farbige anzusehen sind.

## Allgemeines
Der Rat bestand aus fünf gewählten und sechs vom Administrator Südwestafrikas ernannten Mitgliedern. Das aktive und passive Wahlrecht hatten nur Farbige Südafrikaner inne, die mindestens 21 Jahre alt waren. Im Vorfeld der Wahlen fand alle fünf Jahre eine Wählerregistrierung statt. Eine Wählerregistrierung für Neuwähler fand in jedem Jahr im März, Juli und November statt.
Die Einteilung des Landes in fünf Wahlkreise, aufgrund der Anzahl der farbigen Wahlberechtigten, fand mindestens alle zehn und maximal alle fünf Jahre statt.
Eine Legislaturperiode betrug fünf Jahre.

## Wahlen

### 1974

#### Wahlkreise
| Wahlkreis  | Registrierte Wähler |
| ---------- | ------------------- |
| Empelheim  | 790 (793)           |
| Khomasdal  | 812 (849)           |
| Krönlein   | 809 (810)           |
| Narraville | 906 (903)           |
| Nautilus   | 818 (816)           |
| Tamariskia | 736 (748)           |
| Gesamt     | 4871 (4919)         |

#### Wahlergebnis
Am 30. Oktober 1974 wurde die Volksvertretung gewählt. Kandidaten des Federal Coloured People’s Party (FCPP) gingen als Sieger hervor.
| Wahlkreis  | Wahlsieger       | Stimmen | Unterlegene Kandidaten      | Stimmen | Ungültige Stimmen | Gesamtstimmen | Wahlbeteiligung |
| ---------- | ---------------- | ------- | --------------------------- | ------- | ----------------- | ------------- | --------------- |
| Empelheim  | Albert Kröhne    | 298     | F. Z. Ferries L. E. Möller  | 148 12  | 15                | 473           | 59,6 %          |
| Khomasdal  | Andreas Kloppers | 385     | A. F. Yon D. Bezuidenhout   | 123 68  | 7                 | 583           | 68,7 %          |
| Krönlein   | Ronald Hercules  | 283     | S. Bezuidenhout A. Kloppers | 241 50  | 6                 | 580           | 71,6 %          |
| Narraville | Leonard Barnes   | 536     | W. Botha                    | 182     | 18                | 736           | 81,5 %          |
| Nautilus   | Charles Hartung  | 421     | E. Mensah                   | 142     | 12                | 575           | 70,4 %          |
| Tamariskia | Joseph Julius    | 295     | J. Haupt                    | 194     | 8                 | 497           | 66,4 %          |
| Gesamt     | Gesamt           | Gesamt  |                             |         | 66                | 3444          | 70,01 %         |